# أدب تشلحيت

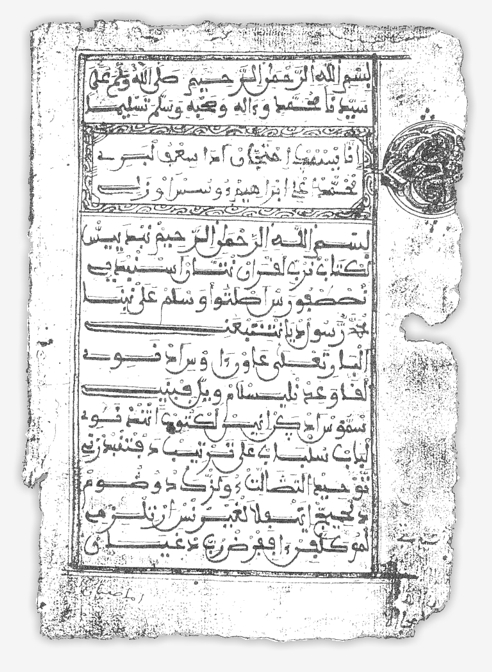
الصفحة الأولى لمخطوطة بالشلحية من القرن الثامن عشر مكتوبة بالخط العربي. المخطوط من كتاب الحوض لمحمد أوزال، الجزء الأول.

الأدب الشلحيّ هو مجموع الأعمال المكتوبة والشفهية بالشلحيّة. يشمل الشعر والأدب القصصي والرواية. وينتشر الأدب الشلحيّ أساساً في منطقة سهل سوس، جنوب غرب المغرب.

## الأدب الشفوي
يتميز الأدب الشلحيّ على غرار اللغات الأمازيغية الأخرى بمجموعة واسعة من الأدب الشفوي. وغالبًا ما تدور الخرافات وقصص الحيوانات حول شخصية ابن آوى (أوشن)؛ تشمل الأنواع الأخرى الأساطير وقصص الائمة وطلبة العلم الشرعي والألغاز. تم تسجيل ونشر عدد كبير من النصوص الشفوية، وكذلك النصوص الإثنوغرافية عن عادات وتقاليد الشلوح منذ نهاية القرن التاسع عشر، بشكل رئيسي من قبل علماء الأوروبيين خاصة المتخصصون منهم في مجال اللسانيات.

## المخطوطات
الشلحية هي واحدة من اللغات الأفريقية الحية القلائل، التي تملك تقليدًا أدبيًا يرجع إلى حقب ما قبل الإستعمار. العديد من المخطوطات مكتوبة بالخط العربي، ومنها ما يعود إلى قرون مضت. وأقدم نص قابل للتأريخ، عبارة عن مجموعة من المحاضرات حول العلوم الدينية (لعلوم ن الدين)، على شكل أبيات ألفها إبراهيم الصنهاجي المعروف أيضًا باسم إبراهيم أزناك (المتوفى سنة 1597م). ولعل أشهر كاتب لهذا التقليد هو محمد الهوزالي المعروف أيضًا باسم محمد أوزال (حوالي 1680-1749م).
وأطول نص موجود بالشلحية هو شرح لكتاب الحوض للمسائل الشرعية على شكل دليل للقانون المالكي. هذا الكتاب بعنوان المنجى من تأليف الحسن بن مبارك التاموديزتي الملقب بلحسن أو مبارك أو تموديزت (المتوفى سنة 1899م).
وتم الاحتفاظ بمجموعات مهمة من مخطوطات تشلحيت في آكس أون بروفانس (مجموعة أرسين رو) ومكتبة جامعة لايدن.
جميع المخطوطات لها طابع ديني في محتواها، وكان الغرض الرئيسي منها هو توفير المعرفة الدينية لعامة الناس التي كان أغلبيتها غير ناطقة بالعربية (بالطبع، يعمل العلماء المتعلمون كمعلمين). العديد من النصوص مكتوبة بصيغة مؤنّفة لتسهيل الحفظ والتلاوة. بصرف النظر عن النصوص الدينية البحتة (كلها تقريبًا في شكل مؤلف)، هناك أيضًا روايات مثل قصة النبي يوسف (لقيصت ن يوسف) وقصة الغزاوات في سوس، وقصائد عن ملذات شرب الشاي، ومجموعات من الوصفات الطبية النثرية.
وتختلف اللغة المكتوبة عن الشفهية، فمثلا من الشائع أن تحتوي نصوص المخطوطات على مزيج من سمات اللهجة الغير موجودة في أي لهجة حديثة. تحتوي لغة المخطوطات أيضًا على عدد أكبر من الكلمات العربية وهي ظاهرة أطلق عليها اسم العروبة الشعرية.

## الأدب الحديث
نشأ الأدب الحديث المكتوب بالشلحية منذ السبعينيات.